# Mladý Smolivec
Mladý Smolivec (en allemand : Jung Smoliwetz) est une commune du district de Plzeň-Sud, dans la région de Plzeň, en République tchèque. Sa population s'élevait à 680 habitants en 2022.

## Géographie
Mladý Smolivec se trouve à 12 km à l'est de Nepomuk, à 37 km au sud-est de Plzeň et à 81 km à l'ouest-sud-ouest de Prague.
La commune est limitée par Čížkov à l'ouest et au nord-ouest, par Hvožďany au nord-est et à l'est, par Předmíř au sud-est, et par Kasejovice au sud.

## Histoire
La première mention écrite de la localité date de 1414.

## Administration
La commune se compose de cinq sections :
- Budislavice
- Dožice
- Mladý Smolivec
- Radošice
- Starý Smolivec

## Galerie

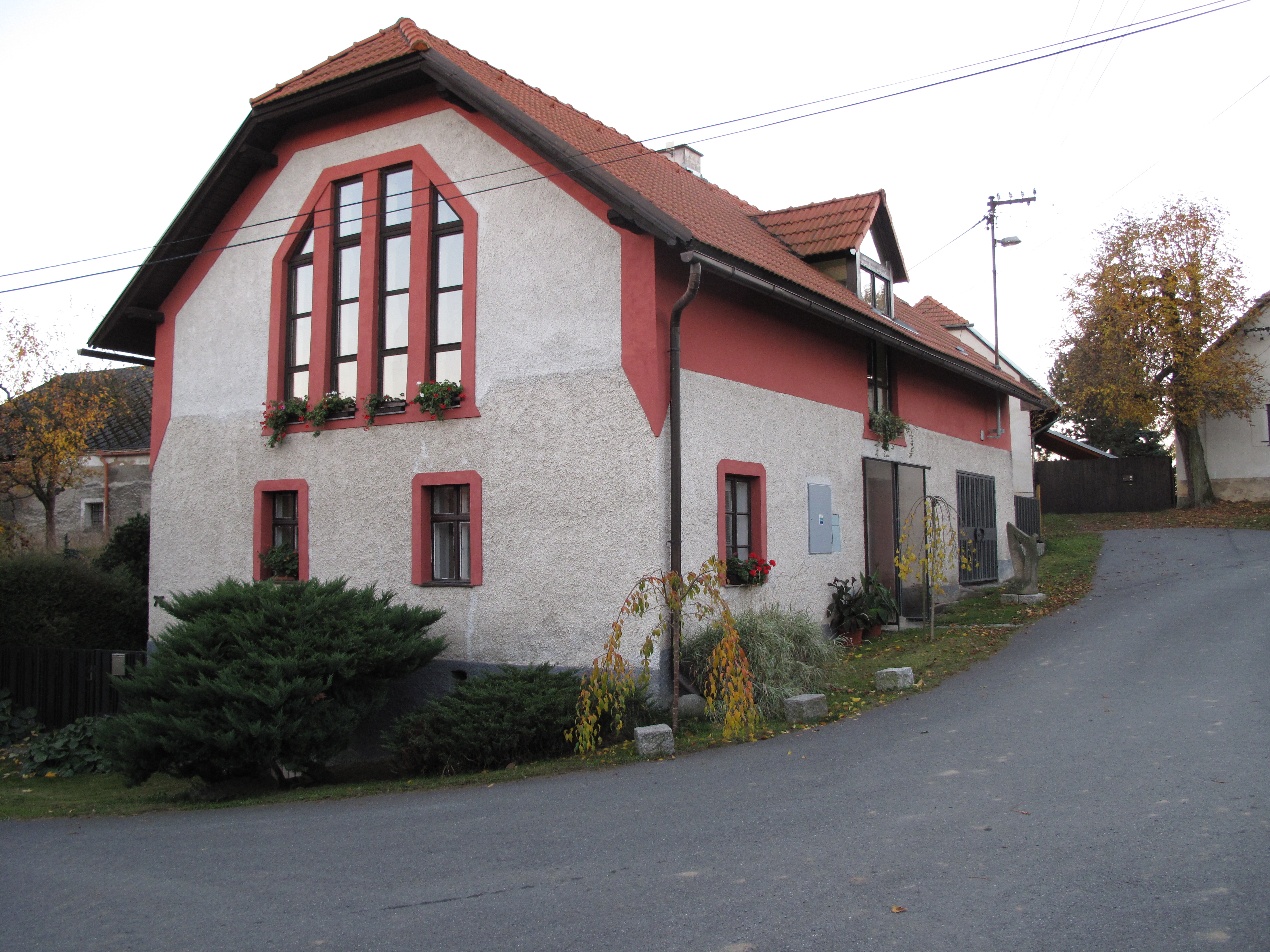
Maison à Starý Smolivec.
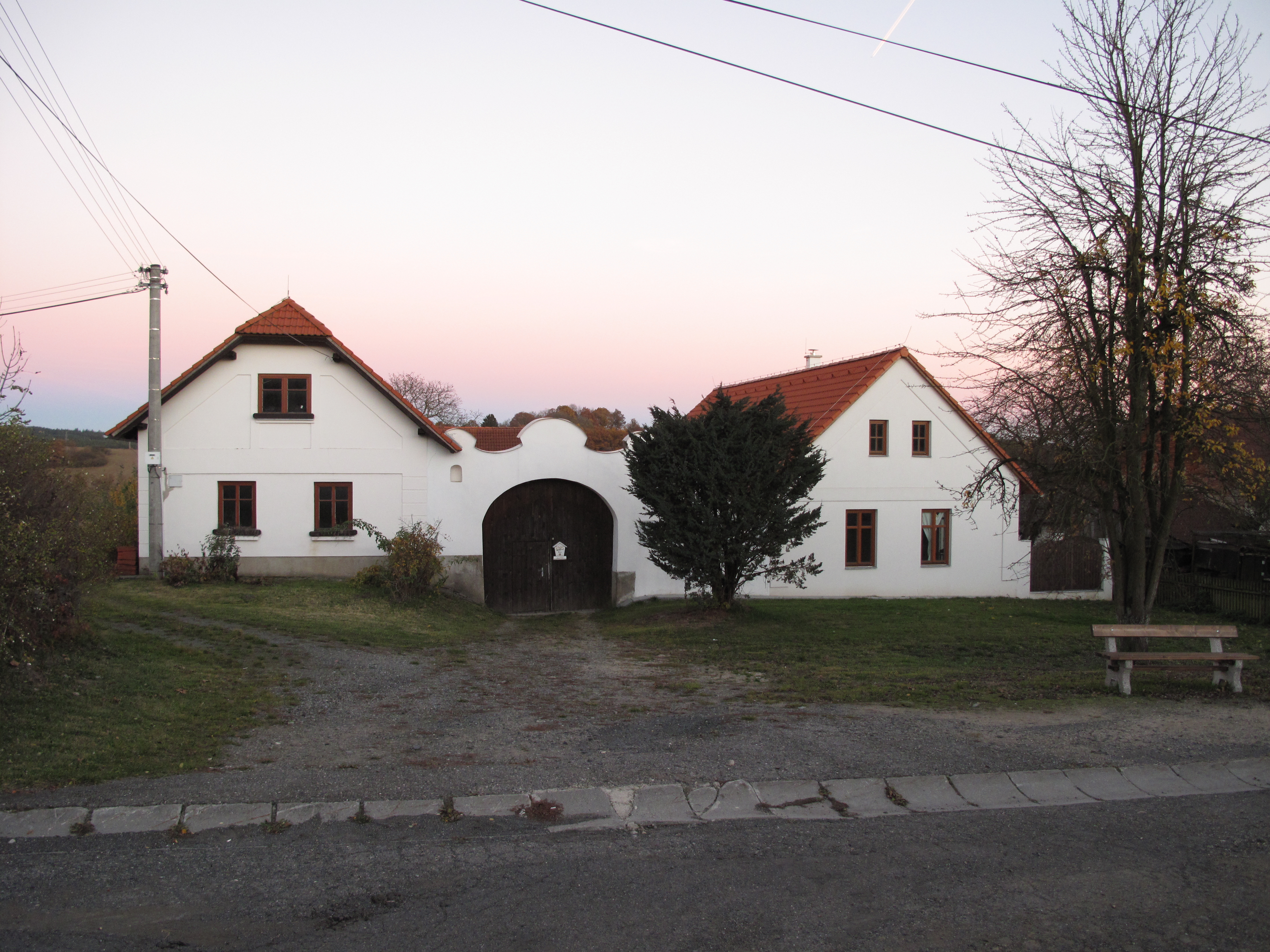
Architecture rurale à Radošice.

## Transports
Par la route, Mladý Smolivec se trouve à 17 km de Spálené Poříčí, à 43 km de Plzeň et à 94 km de Prague.